# Dorymyrmex silvestrii
Dorymyrmex silvestrii é uma espécie de formiga do gênero Dorymyrmex.